# Paraclius magnicornis
Paraclius magnicornis är en tvåvingeart som beskrevs av Van Duzee 1927. Paraclius magnicornis ingår i släktet Paraclius och familjen styltflugor.
Artens utbredningsområde är Idaho. Inga underarter finns listade i Catalogue of Life.